# كايدي هوندو
كايدي هوندو (本渡楓 هوندو كايدي) هي مؤدية أصوات يابانية ولدت في 6 مارس 1996 في ناغويا، آيتشي.

## أدوارها في الأنمي

### مسلسلات أنمي تلفزيونية
- حارسات التوجي - كانامي إتو
- ديابوليك لافرز MORE BLOOD - ميليسا
- نوراغامي ARAGOTO - توموكو
- بوبوكي بورانكي - ليتيشيا تيلغيري سوانسون
- بوبوكي بورانكي: عمالقة الكوكب - ليتيشيا تيلغيري سوانسون
- مدينة مدارس القتال أستريسك - ماريا
- هاندا-كن - ميوكو كينجو
- ناينتي ون دايز - لوتشي
- دانغانرونبا 3: نهاية أكاديمية قمة الأمل - آيكو أوميزاوا
- كيجو!!!!!!!! - كازاني آوبا
- غيرليش نمبر - ياي كوغاياما
- فوكا - تشيتوسي هارونا
- قصص فتيات أشباه البشر - هيكاري تاكاناشي
- أنمي-غاتاريز - مينوا أساغايا
- مكان أبعد من الكون - رين تاماكي
- أكاديمية جليسي الأطفال - ميدوري ساواتاري، يوكي أوشيمارو
- ميرخين ميدخين - أريكو كاسومي
- ملحمة غرانكريست - كولين ميسالا
- كوميك غيرلز - كويومي كويزوكا
- هيناماتسوري - هيتومي ميشيما
- طريق تشيو-تشان للمدرسة - يوكي هوسوكاوا
- زومبي لاند ساغا - ساكورا ميناموتو
- ريرايديد: ديريدا القافز عبر الزمن - مايوكا
- دكتور ستون - كيريسامي

### أنمي الإنترنت
- مونستر سترايك - أفالون

### أفلام أنمي
- بوبين Q - دارين
- مازنغر زد إنفينيتي - ابنة ميساتو

## وصلات خارجية
- كايدي هوندو على موقع IMDb (الإنجليزية)
- كايدي هوندو على موقع ميتاكريتيك (الإنجليزية)
- كايدي هوندو على موقع ميوزك برينز (الإنجليزية)
- كايدي هوندو على موقع ديسكوغز (الإنجليزية)
- كايدي هوندو على موقع قاعدة بيانات الفيلم (الإنجليزية)
- كايدي هوندو على موقع كينوبويسك (الروسية)
- كايدي هوندو على موقع ANN person (الإنجليزية)